# Den Jyske Opera
Den Jyske Opera er en operainstitution med base i Aarhus.
Operaen blev grundlagt i 1947 som et alternativ til Den Kongelige Opera på Det Kongelige Teater i København.
Den første opsætning var Webers Jægerbruden, der havde premiere i åbningsåret. I årene fremover opførte Den Jyske Opera to operaer hver sæson. Den har siden 1977 været et turnerende operakompagni, der samarbejder med de fem landsdelsorkestre. I dag laver Den Jyske Opera omkring 100 opførelser pr. sæson i hele landet. Siden 2000 har operaen desuden rådet over sit eget fuldtidsansatte kor.
Operaen blev 1981-1996 ledet af Francesco Cristofoli. I perioden fik Den Jyske Opera et godt internationalt ry for operaens opførelser af Wagners operaer. Fra 1996 har instruktøren og sangeren Troels Kold ledet Den Jyske Opera. Han blev i 2005 efterfulgt af dirigenten Giordano Bellincampi. Fra 2013-2017 var den irske instruktør Annilese Miskimmon chef for Den Jyske Opera. Den 1. maj 2017 blev den tyske instruktør Philipp Kochheim ansat som operachef for Den Jyske Opera.